# Consejo Nacional de Euzkadi
El Consejo Nacional de Euzkadi fue un organismo creado y presidido por el diputado de las Cortes republicanas y dirigente del Partido Nacionalista Vasco Manuel Irujo en julio de 1940 en Londres ante el descabezamiento del Gobierno de Euzkadi producido por la desaparición del lehendakari Aguirre en la Europa ocupada por la Alemania Nazi.

## Historia
Tras el fin de la guerra civil española, el Gobierno de Euzkadi se estableció en Francia, donde se dedicó con eficacia a la asistencia a los exiliados vascos, muchos de ellos internados en campos de concentración, como el de Gurs. Paralelamente, el Partido Nacionalista Vasco había adoptado una línea política al margen del exilio republicano español exigiendo a sus socios del Gobierno de Euzkadi, a partir de verano de 1939, una definición nacional exclusivamente vasca, cortando sus lazos con los partidos de ámbito español de los que formaban parte.
A esta situación de crisis política se unión la desarticulación del gobierno vasco al producirse la invasión alemana de Francia en mayo de 1940, con la dispersión de los consejeros (algunos de los cuales consiguieron huir a América en tanto que otros tuvieron que permanecer en Francia) y la desaparición del lehendakari Aguirre, que resultó sorprendido por la ofensiva nazi en Bélgica. Clandestinamente, pasando por Berlín, logró embarcar para América a donde no llegó hasta el verano de 1941.
En julio de 1940, Manuel Irujo tomó la iniciativa de crear y presidir un "Consejo Nacional de Euzkadi", al margen de la legalidad republicana y con un proyecto independentista confiado en la alianza con los Aliados, que serían los garantes de una futura independencia vasca. Irujo asumía que Franco entraría en guerra en ayuda de Alemania y que el triunfo aliado supondría la intervención en España, derrocando a la dictadura. Así, Irujo elaboró un Anteproyecto para una Constitución de la República vasca (1940) que englobaba no sólo a Euskadi, sino también a Navarra y a territorios de Aragón, La Rioja y Cantabria, pero sin incluir territorios franceses (texto que fue calificado por el dirigente socialista vasco Indalecio Prieto como "imperialismo vasco"). También llegó a firmar un acuerdo de colaboración político-militar con la Francia Libre de De Gaulle, que quedó en nada ante la oposición del gobierno británico.
Los planteamientos radicales de Irujo y su Consejo suscitaron recelos y oposición del exilio republicano español así como también de socialistas y republicanos vascos y de algunos nacionalistas vascos y consejeros del Gobierno de Euzkadi, que criticaron las extralimitaciones del Consejo.
El Consejo Nacional de Euzkadi desapareció en enero de 1942 cuando el lehendakari Aguirre desautorizó el organismo a su llegada a Estados Unidos, si bien Aguirre y el PNV asumieron parte de los planteamientos independentistas del Consejo hasta el fin de la Segunda Guerra Mundial. 
Aguirre mantuvo como condición ineludible para la participación del PNV en cualquier organismo de la oposición antifranquista el reconocimiento del derecho de autodeterminación para Euskadi. Así cuando en noviembre de 1943 se produjeron las negociaciones de las que surgiría la Junta Española de Liberación, los dos delegados del PNV, Telesforo Monzón y Julio de Jáuregui, se retiraron porque no se había reconocido ese derecho. Pocas semanas después, el 14 de diciembre, se hacía pública una declaración de oposición a la JEL firmada por el PNV, Acción Nacionalista Vasca, la federación regional de la CNT y el comité socialista de Euskadi, autodenominado Partido Socialista de Euskadi, en el que se reafirmaba el derecho del pueblo vasco a la autodeterminación.